# NGC 6807
NGC 6807 је планетарна маглина у сазвежђу Орао која се налази на NGC листи објеката дубоког неба.
Деклинација објекта је + 5° 41' 4" а ректасцензија 19h 34m 33,5s. Привидна величина (магнитуда) објекта NGC 6807 износи 12,0 а фотографска магнитуда 13,8. NGC 6807 је још познат и под ознакама PK 42-6.1, CS=14.0.